# Alamara Nhassé
Alamara Ntchia Nhassé (nascido em 2 de junho de 1957) é um político da Guiné-Bissau sendo primeiro-ministro do país de 9 de dezembro de 2001 a 17 de novembro de 2002. Nhassé foi o presidente do Partido da Reconciliação Nacional; anteriormente dirigiu o Partido para a Renovação Social (PRS).

## Trajetória
Nhassé é um especialista em agricultura, formado em Cuba e na União Soviética. Depois que o candidato do PRS, Kumba Ialá, foi eleito presidente, Nhassé foi nomeado Ministro da Agricultura, Água, Florestas e Caça no governo formado em 19 de fevereiro de 2000. Mais tarde, no governo formado em 25 de janeiro de 2001, tornou-se Ministro da Agricultura e Pesca. Sob o governo do primeiro-ministro Faustino Imbali, foi nomeado Ministro do Interior depois que Artur Sanhá foi demitido em 29 de agosto de 2001. Após a destituição de Imbali, Nhassé o substituiu como primeiro-ministro em 9 de dezembro de 2001. Em 15 de janeiro de 2002, uma convenção do PRS o elegeu como presidente do partido. Uma crise no governo pôs fim ao seu mandato e forçou seu governo a se dissolver. Nhassé afastou-se presidência do PRS em 15 de novembro de 2002 e, dois dias depois, Mário Pires foi nomeado para suceder Nhassé como primeiro-ministro.
Nas eleições presidenciais de 2005, Nhassé apoiou o candidato João Bernardo Vieira. Após a eleição de Vieira, Nhassé exigiu a Carlos Gomes Júnior a renuncia ao cargo de primeiro-ministro; Gomes Junior perderia então a sua base parlamentar depois de 14 dos 45 delegados parlamentares do Partido Africano para a Independência da Guiné e Cabo Verde (PAIGC) de Gomes abandonaram o partido.
Nhassé é o presidente do Partido da Reconciliação Nacional. Não conseguiu ganhar nenhum assento nas eleições parlamentares de 2008 e aceitou a derrota do seu partido.